# Delaware (řeka)
Delaware (anglicky Delaware River) je řeka na východě USA ve státech New York, New Jersey, Pensylvánie, Delaware. Je dlouhá 660 km. Povodí řeky zaujímá plochu 31 100 km².

## Průběh toku
Vzniká soutokem Západní a Východní Delaware, které pramení v pohoří Catskill. Protéká napříč hlavní osou Appalačského pohoří přes planinu Piedmont a Přiatlantskou nížinou. Ústí do zálivu Delaware v Atlantském oceánu, přičemž vytváří estuár, který v jižní části přechází ve stejnojmenný záliv.
Po celou délku toku tvoří řeka východní hranici státu Pensylvánie. Nejprve se státem New York, od města Hancock (předtím od městečka Halle Eddy jako západní Delaware) po města Port Jervis a Matamoras. Po zbytek toku tvoří řeky hranici s New Jersey.

## Vodní stav
Průměrný průtok vody u města Trenton, kde má povodí velikost 17 600 km², činí 350 m³/s, maximální 9000 m³/s a minimální 35 m³/s. Nejvyšších vodních stavů dosahuje na jaře. K povodním dochází v ostatních ročních obdobích.

## Využití
Vodní doprava je možná k městu Trenton do vzdálenosti 210 km od ústí, kam se až projevuje mořský příliv. Výše až do města Iston je vodní doprava umožněna plavebním kanálem. Na řece leží města Iston, Trenton, Filadelfie, Wilmington.